# Semaranga dorsocentralis
Semaranga dorsocentralis är en tvåvingeart som beskrevs av Becker 1911. Semaranga dorsocentralis ingår i släktet Semaranga och familjen fritflugor. Inga underarter finns listade i Catalogue of Life.